# Černá skříňka (doprava)

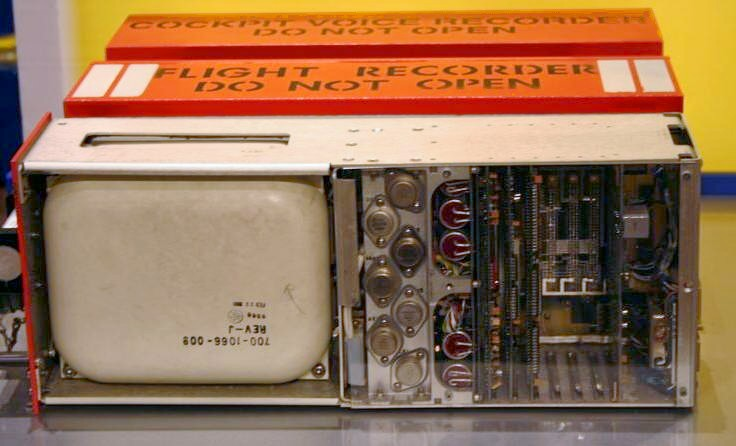
Černá skříňka

Černá skříňka je zařízení umisťované zpravidla do letadel (v tomto kontextu se užívá také termín letový zapisovač) a jiných dopravních prostředků za účelem zaznamenávání nejdůležitějších parametrů letu pro objasnění příčin případné havárie. Podle mezinárodních dohod je musí mít všechny letecké společnosti umístěny ve svých letadlech.
Černou skříňku vynalezl v roce 1954 australský technik David Warren a pojmenoval ji ARL Flight Memory Unit. Nejdříve byla užívána pouze ve Velké Británii, později se rozšířila do USA a odtud do celého světa. V současnosti se do letadel umisťují černé skříňky dvě, zpravidla do zadní části letadla, protože právě ta bývá při leteckých nehodách poškozena nejméně. Každá z těchto skříněk má svou funkci:
- Cockpit voice recorder (CVR) nahrává rozhovory v pilotní kabině
- Flight data recorder (FDR) nahrává letové údaje (výšku, rychlost, tlak vzduchu v letadle, stav paliva a mnoho dalšího)

Černá skříňka je konstruována pro zachování neporušeného obsahu i v extrémních podmínkách. Je schopna 45 minut odolávat teplotě 1000 °C, vydrží silné přetížení (3600G), je vodotěsná a vyrobená z nekorodujících materiálů. Uvnitř je umístěn i miniaturní vysílač, který po katastrofě vysílá signál, podle něhož se dá skříňka najít. Pro snazší nalezení je černá skříňka křiklavě oranžová.

## Další využití
Od 70. let 20. století probíhá vývoj černé skříňky, která by byla umisťována do motorových vozidel.

## Budoucnost
V roce 2009 došlo k letecké katastrofě na letu Air France na trase Rio de Janeiro – Paříž; stroj se zřítil za neobjasněných okolností do oceánu a černé skříňky byly nalezeny až v květnu 2011. To vyvolalo diskuse o možné změně zaznamenávání letových dat. Do budoucnosti se uvažuje mj. o nahrazení černých skříněk datovými přenosy v reálném čase pomocí satelitů. Vzhledem k tomu, že by však byla přenášena i veškerá hlasová komunikace mezi piloty uvnitř pilotní kabiny, vyvolalo to protesty ohledně narušení jejich soukromí.